# Muvattupuzha
Muvattupuzha – miasto w Indiach, w stanie Kerala. W 2011 roku liczyło 30 397 mieszkańców.